# Nadeschda Leonidowna Kotljarowa
Nadeschda Leonidowna Kotljarowa (russisch Наде́жда Леони́довна Котляро́ва, wiss. Transliteration Nadežda Leonidovna Kotljarova; * 12. Juni 1989 in Suojarwi, RSFSR, Sowjetunion) ist eine ehemalige russische Leichtathletin, die sich auf den Sprint spezialisiert hat.

## Sportliche Laufbahn
Erste internationale Erfahrungen sammelte Nadeschda Kotljarowa im Jahr 2013, als sie bei den Halleneuropameisterschaften in Göteborg mit der russischen 4-mal-400-Meter-Staffel in 3:28,18 min gemeinsam mit Olga Alexandrowna Towarnowa, Tatjana Weschkurowa und Xenija Sadorina die Silbermedaille hinter dem britischen Team. Im Juli belegte sie bei der Sommer-Universiade in Kasan in 23,51 s den sechsten Platz im 200-Meter-Lauf und gewann mit der Staffel in 3:26,61 min die Goldmedaille. 2015 schied sie bei den Weltmeisterschaften in Peking mit 51,86 s im Halbfinale über 400 Meter aus und belegte im Staffelbewerb in 3:24,84 min den vierten Platz. Anschließend belegte sie bei den Militärweltspielen in Mungyeong in 23,69 s den sechsten Platz über 200 Meter, siegte mit der 4-mal-400-Meter-Staffel in 3:28,75 min und gewann mit der 4-mal-100-Meter-Staffel in 44,20 s die Silbermedaille hinter dem brasilianischen Team. 2020 beendete sie dann ihre aktive sportliche Karriere im Alter von 31 Jahren.
In den Jahren 2014 und 2017 wurde Kotljarowa russische Meisterin in der 4-mal-400-Meter-Staffel.

## Persönliche Bestleistungen
- 200 Meter: 23,33 s (+0,5 m/s), 16. Juni 2013 in Jerino
- 400 Meter: 51,42 s, 24. August 2015 in Peking
  - 400 Meter (Halle): 52,38 s, 25. Januar 2013 in Moskau